# Chang Wan-Chen
Chang Wan-Chen (29 de septiembre de 1979) es una deportista taiwanesa que compitió en taekwondo. Ganó dos medallas en el Campeonato Mundial de Taekwondo en los años 1999 y 2001, y una medalla en los Juegos Asiáticos de 2002.

## Palmarés internacional
| Representando a China Taipéi |                       |                   |           |
| Campeonato Mundial           |                       |                   |           |
| Año                          | Lugar                 | Medalla           | Categoría |
| 1999                         | Edmonton (Canadá)     | Medalla de bronce | –67 kg    |
| 2001                         | Jeju (Corea del Sur)  | Medalla de plata  | –67 kg    |
| Juegos Asiáticos             |                       |                   |           |
| Año                          | Lugar                 | Medalla           | Categoría |
| 2002                         | Busan (Corea del Sur) | Medalla de plata  | –67 kg    |